# Перрен, Жан Батист
Жан Бати́ст Перре́н (фр. Jean Baptiste Perrin; 30 сентября 1870, Лилль, Франция — 17 апреля 1942, Нью-Йорк, США) — французский физик, лауреат Нобелевской премии по физике 1926 года «за работу по дискретной природе материи и в особенности за открытие седиментационного равновесия».

## Биография
Учился в Высшей нормальной школе в Париже.
В 1894—1897 годах работал там же ассистентом, занимаясь изучением катодных и рентгеновских лучей.
В 1897 году ему была присвоена степень доктора наук (docteur ès sciences) за диссертацию о катодных и рентгеновских лучах.
В том же году он стал читать лекции в Сорбоннском университете.
В 1910 году Перрен стал профессором и оставался на этом посту до оккупации немецкими войсками во время Второй мировой войны.
В 1895 году Перрен показал, что катодные лучи имеют корпускулярную природу и имеют отрицательный электрический заряд.
Перрен определил значение числа Авогадро несколькими методами.
Кроме того, он объяснил источник солнечной энергии — термоядерные реакции с участием водорода.
После публикации Эйнштейном в 1905 году теоретической работы об атомарной природе броуновского движения, Перрен поставил эксперимент с целью проверки утверждений Эйнштейна и положил таким образом конец столетней дискуссии об атомной теории Джона Дальтона.
Было окончательно проверено и установлено, что броуновское движение в жидкостях вызвано движением молекул, и тем самым дано решающее доказательство действительного существования молекул и атомов.
Проводя свои опыты с гуммигутом, Перрен сумел сделать то, что казалось совершенно невозможным,— взвесить молекулы и атомы.

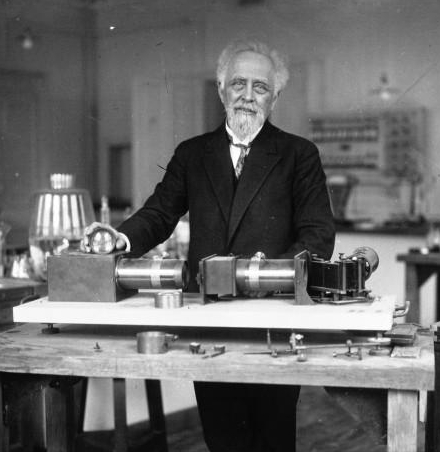
Жан Батист Перрен со своим «мега-спектроскопом» в Институте Кюри. 1927 г.

В 1926 г. Перрен получает Нобелевскую премию по физике.
Перрен был автором многочисленных книг и диссертаций. Самыми известными являются:
«Rayons cathodiques et rayons X» (катодные и рентгеновские лучи);
«Electrisation de contact» (контактное электричество);
«Réalité moléculaire» (молекулярная реальность);
«Matière et Lumière» (материя и свет);
«Lumière et Reaction chimique» (свет и химические реакции).
Перрен являлся лауреатом многих наград, среди которых были премия Джоуля от Лондонского королевского общества в 1896 году и La Caze Prize от Парижской академии наук.
Дважды Перрен назначался членом Солвеевского комитета — в 1911 и 1921 годах.
Он был иностранным членом Лондонского королевского общества (1918), членом Бельгийской, Шведской, Туринской, Румынской и Китайской академий наук, а также иностранным членом-корреспондентом (1924) и почётным членом (1929) Академии наук СССР.
В 1926 году Перрен стал командором Почётного легиона, а также командором ордена Леопольда (Бельгия).
Во время Первой мировой войны Перрен был офицером инженерного корпуса.
Во время немецкой оккупации Франции Перрен уехал в 1940 году в США, где и умер. После войны, в 1948 году, останки Перрена были перевезены во Францию на борту военного корабля «Жанна Д’Арк» и захоронены в Пантеоне.
Был социалистом и атеистом.
Жан Батист Перрен был отцом Франсиса Перрена — также физика.